# Amphinemura martensi
Amphinemura martensi är en bäcksländeart som beskrevs av Peter Zwick 1980. Amphinemura martensi ingår i släktet Amphinemura och familjen kryssbäcksländor. Inga underarter finns listade i Catalogue of Life.